# هنري بي. كريستيان
هنري بي. كريستيان (بالإنجليزية: Henry B. Christian)‏ هو رسام أمريكي، ولد في 1883، وتوفي في 1953.